# Jennifer O'Donnell
Jennifer Lynn O'Donnell (Farmington, 12 de octubre de 1973) es una deportista estadounidense que compitió en tiro con arco, en la modalidad de arco recurvo.
Ganó una medalla de bronce en el Campeonato Mundial de Tiro con Arco al Aire Libre de 1991 y una medalla de oro en el Campeonato Mundial de Tiro con Arco en Sala de 1993. Participó en los Juegos Olímpicos de Barcelona 1992, ocupando el octavo lugar en la prueba de equipo.

## Palmarés internacional
| Campeonato Mundial al Aire Libre | Campeonato Mundial al Aire Libre | Campeonato Mundial al Aire Libre | Campeonato Mundial al Aire Libre |
| Año                              | Lugar                            | Medalla                          | Prueba                           |
| -------------------------------- | -------------------------------- | -------------------------------- | -------------------------------- |
| 1991                             | Cracovia (Polonia)               | Medalla de bronce                | Equipo                           |
| Campeonato Mundial en Sala       |                                  |                                  |                                  |
| Año                              | Lugar                            | Medalla                          | Prueba                           |
| 1993                             | Perpiñán (Francia)               | Medalla de oro                   | Equipo                           |